# Parnelli Jones

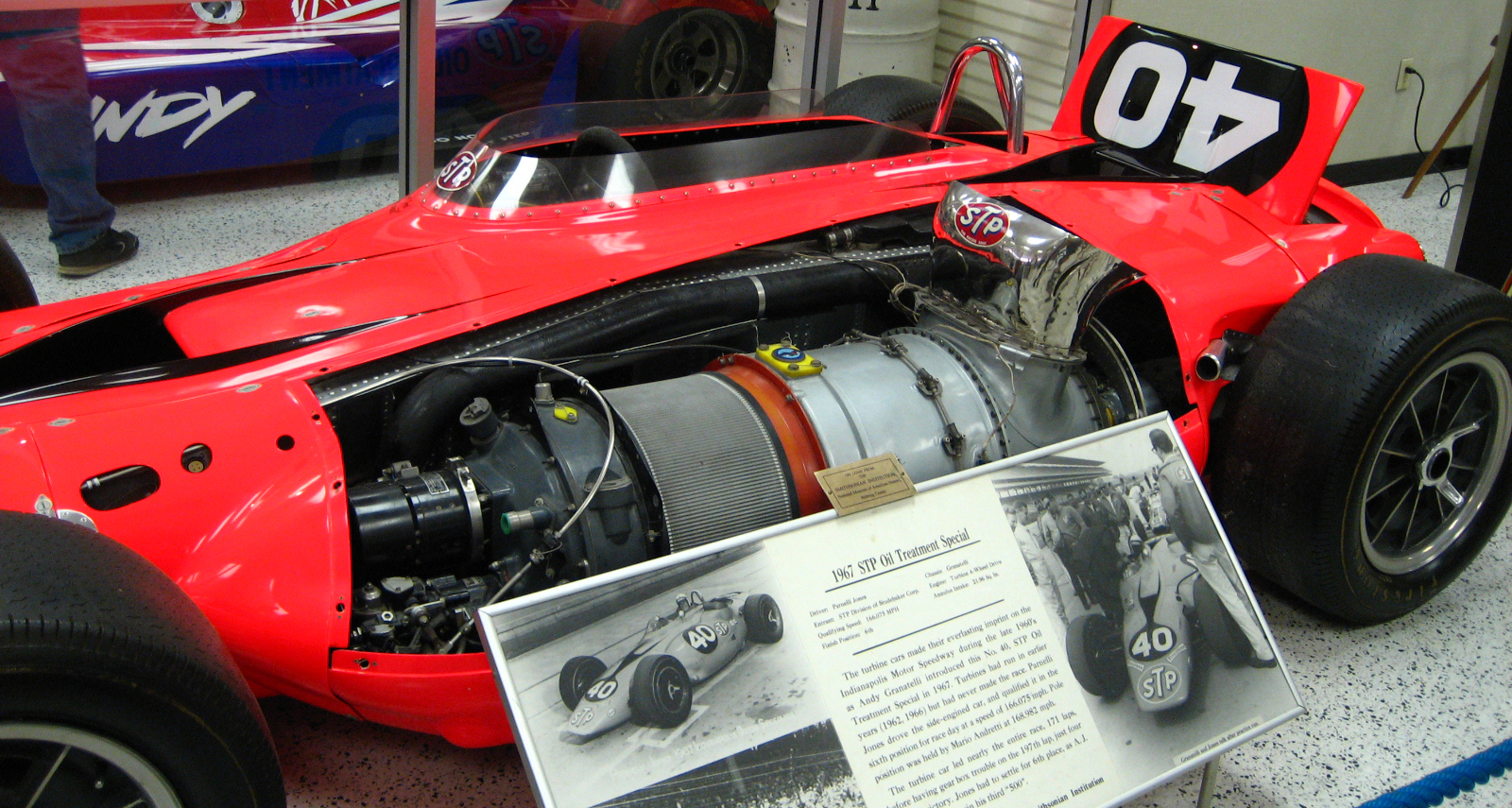
Jones' gasturbine-auto uit 1967

Rufus Parnell (Parnelli) Jones (Texarkana (Arkansas), 12 augustus 1933 – Torrance (Californië), 4 juni 2024) was een Amerikaans autocoureur en teameigenaar. Hij won de Indianapolis 500 in 1963.

## Carrière
Jones reed tussen 1960 en 1967 in het USAC Championship Car-kampioenschap, de voorloper van de Champ Car-serie. Hij won voor de eerste keer een race in 1961, op het circuit Arizona State Fairgounds in Phoenix. Hij won in de opeenvolgende jaren nog vijf races, waaronder de Indianapolis 500 van 1963, waar hij vanaf poleposition was vertrokken. Twee jaar later werd hij tweede na winnaar Jim Clark. Hij nam in 1967 voor de laatste keer deel aan de Indy 500, met een racewagen aangedreven door een gasturbine. Vier ronden voor het einde van de race had hij een ronde voorsprong op de latere winnaar A.J. Foyt, maar viel dan uit met pech. Hij reed eveneens in de NASCAR-serie en won in die raceklasse vier races in zijn carrière.
Jones won in zijn Championship Car-carrière zes races, vertrok twaalf keer vanaf poleposition en stond elf keer als niet-winnaar op het podium. In 1990 werd hij opgenomen in de International Motorsports Hall of Fame.
Na zijn carrière als coureur richtte hij in 1969 het raceteam Parnelli op en won met coureur Al Unser Sr. de Indianapolis 500 van 1970 en 1971. Het team won eveneens het USAC Championship Car-kampioenschap in 1971, 1972 en 1973. Van 1974 tot 1976 nam het team deel aan het Formule 1-kampioenschap met Mario Andretti als rijder. Andretti reed alle zestien gereden races en eindigde drie keer in de punten. Een vierde plaats tijdens de Grote prijs van Zweden in 1975 was het beste resultaat. Het team nam nog deel aan twee races in 1976 en hield vervolgens op in de Formule 1. 
Jones had een rol in de film Gone in Sixty Seconds van H.B Halicki uit 1974. 

## Resultaten
United States Automobile Club resultaten (aantal gereden races, aantal maal in de top 5 van een race, eindpositie kampioenschap en punten):
| Jaar | Races | 1ste | 2de | 3de | 4de | 5de | Rang | Ptn  |
| ---- | ----- | ---- | --- | --- | --- | --- | ---- | ---- |
| 1960 | 8     | -    | 1   | -   | -   | -   | 18   | 333  |
| 1961 | 11    | 1    | 2   | -   | -   | 1   | 9    | 750  |
| 1962 | 13    | 1    | 4   | 1   | 2   | 1   | 3    | 1760 |
| 1963 | 11    | 1    | 1   | -   | 2   | -   | 4    | 1540 |
| 1964 | 10    | 2    | -   | 1   | -   | -   | 6    | 940  |
| 1965 | 3     | 1    | 1   | -   | -   | -   | 10   | 1000 |
| 1966 | 2     | -    | -   | -   | -   | -   | 45   | 60   |
| 1967 | 1     | -    | -   | -   | -   | -   | 22   | 400  |

## Overlijden
Jones overleed op 4 juni 2024 op 90-jarige leeftijd, nadat hij tien jaar eerder werd gediagnosticeerd met de ziekte van Parkinson.